# Vipio fumipennis
Vipio fumipennis är en stekelart som först beskrevs av Smith 1858.  Vipio fumipennis ingår i släktet Vipio och familjen bracksteklar. Inga underarter finns listade i Catalogue of Life.